# 大悲乡
大悲乡，是中华人民共和国河北省保定市顺平县下辖的一个乡镇级行政单位。

## 行政区划
大悲乡下辖以下地区：
北大悲村、西大悲村、南大悲村、富有村、南盘村、野场村、龙王水村、解放村、天井沟村、王家庄村、刘家庄村、北清醒村、南清醒村、宁家庄村、溢门口村、峦头村、安子村、岭后村、团结村、寨南村、井尔峪村、黄岩村和郭家庄村。